# قطعنامه ۱۳۰۳ شورای امنیت
قطعنامه  ۱۳۰۳ شورای امنیت سازمان ملل متحد که در تاریخ ۱۴ ژوئن ۲۰۰۰ تصویب شد، سندی بین‌المللی دربارهٔ بررسی وضعیت قبرس است. این قطعنامه طی نشست ۴۱۵۵ام با ۱۵ رای موافق، ۰ مخالف و ۰ ممتنع تصویب شد.